# مورویلومبا
مورویلومبا (به انگلیسی: Murwillumbah) یک شهرک در استرالیا است که در Tweed Shire واقع شده‌است.